# 平翰 (后燕)
平翰，五胡十六国時代後燕人物，燕郡薊縣（今北京市）人。平幼、平睿、平歸的弟弟。
平翰在後燕担任海陽縣令。396年二月，兄長征東将軍平規率領博陵郡、武邑郡、長樂郡三郡之兵在鲁口起兵反叛後燕。平翰在遼西起兵響應。
平翰帶兵直指燕國故都龍城（今遼寧省朝陽市），清河公慕容會派遣東陽公慕容根等人進攻平翰，平翰敗走山南。